# Маркиз де Сан-Висенте-дель-Барко

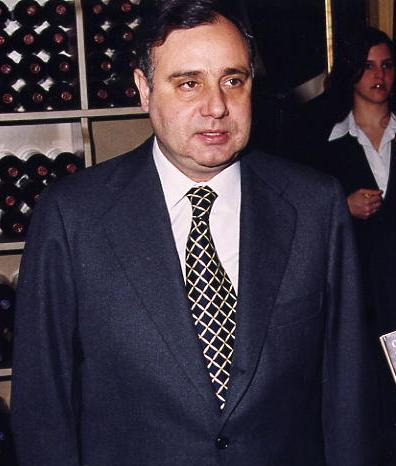
Фернандо Мартинес де Ирухо и Фитц-Джеймс Стюарт, 12-й маркиз де Сан-Висенте-дель-Барко (с 1994)

Маркиз де Сан-Висенте-дель-Барко — испанский дворянский титул. Он был создан 30 марта 1629 года королем Испании Филиппом IV для Фадрике де Варгаса и Манрике де Валенсии (1568—1653).
В 1771 году король Испании Карл III предоставил титул гранда Педро де Вильярроэлю Манрике, 5-му маркизу де Сан-Висенте-дель-Барко.
Название маркизата происходит от названия муниципалитета Сан-Висенте-дель-Барко, провинция Самора, автономное сообщество Кастилия и Леон.
В настоящее время носителем титула является Фернандо Хосе Мартинес де Ирухо и Фитц-Джеймс Стюарт (род. 1959), 12-й маркиз де Сан-Висенте-дель-Барко.

## Маркизы де Сан-Висенте-дель-Барко
- Фадрике де Варгас и Манрике де Валенсия[исп.] (1568—1653), 1-й маркиз де Сан-Висенте-дель-Барко. Сын Франсиско де Варгаса Манрике, сеньора де Сан-Висенте, и Франсиски Чакон

1. Супруга — Мария де Толедо и Сильва
2. Супруга — Мария Давила Бракамонте, дочь Гонсало де Бракамонте Давилы, и Терезы Вальдеррабано Давилы, 5-й сеньоры де Нааррос и де ла Пуэбла. Ему наследовал его внучка:

- Мария де Тапия и Варгас (? — 1679), 2-я маркиза де Сан-Висенте-дель-Барко, дочь Франсиско де Тапиа и Лейва, 2-го маркиза де Бельмонте, графа дель-Басто, и Франсиски де Варгас и Манрике, внучка предыдущего. Умерла бездетной.

- Хуан Фелипе де Вильярроэль Варгас Манрике де Валенсия де Акунья и де ла Куэва (? — 1708), 3-й маркиз де Сан-Висенте-дель-Барко. Сын Педро Фернандеса де Вильярроэля, сеньора де Вилья-Виудас, и Луизы Чакон

1. Супруга — Франсиска Кабеса де Вака Киньонес Гусман (1654—1685), дочь Франсиско Кабесы де Ваки Киньонеса Гусмана, 1-го маркиза де Фонтиоюэло, и Хуаны Киньонес Гусман Кабесы де Ваки, сеньоры де Кастельянос. Ему наследовал их сын:

- Фернандо Мануэль де Вильярроэль и Кабеса де Вака (1680—1744), 4-й маркиз де Сан-Висенте-дель-Барко

1. Супруга — Мария Антония Фернандес де Кордова Кабеса де Вака (1690—1767), дочь Гонсало Гильермо Фернандеса де Кордовы и Фернандеса де Кордовы, 1-го маркиза де Канильехас, и марии Терезы Антонии Кабесы де Вака Могровехо

- Педро де Вильярроэль Манрике Чакон и Кордова (? — 1719), 5-й маркиз де Сан-Висенте-дель-Барко, 4-й маркиз де Фонтиоюэло и виконт де Вильятоките. Ему наследовала его дочь:

1. Супруга — Микаэла Вильясис и де ла Куэва, дочь Игнасио Мануэля де Вильясиса и Манрике де Лара, 4-го графа де Пеньяфлор де Аргамасилья, и Мануэлы де ла Куэва и де ла Куэвы

- Мануэла Антония Фернандес де Вильярроэль Манрике де Валенсия (? — 1816), 6-я маркиза де Сан-Висенте-дель-Барко, 6-я маркиза де Фуэнтиоюэло.

1. Супруг — Висенте Мальдонадо Родикес де лас Барильяс и Бойль де ла Эскала, 3-й граф де Вильягонсало. Ей наследовала её племянница, дочь Марии Антонии Фернандес де Вильярроэль и Вильясис, 6-й маркизы де Фонтиоюэло

- Хуана Непомуцена Фернандес де Кордова Вильярроэль и Спинола де ла Серда (1785—1808), 7-я маркиза де Сан-Висенте-дель-Барко, 7-я маркиза де Фонтиоюэло, 8-я графиня де Сальватьерра, маркиза де Лориана, маркиза де Байдес, 10-я маркиза де Ходар, маркиза де ла Пуэбла, маркиза де Вильория, 7-я маркиза дель Собросо, маркиза де Валеро, виконтесса де Вильятоките. Дочь Хосе Марии де ла Консепсьон де Кордовы, 7-го графа де Сальватьерра, маркиза дель Собросо, и Антонии де Вильярроэль Варгаса Манрике де Валенсии

1. Супруг — Хосе Рафаэль де Сильва Фернандес де Ихар и Палафокс (1776—1863), 12-й герцог де Альяга, 12-й герцог де Ихар, 12-й герцог де Лесера, 7-й герцог де Альмасан, 8-й герцог де Бурнонвиль, 9-й маркиз де Орани, маркиз де Альменара, 16-й маркиз де Монтескларос, 5-й маркиз де Рупит, 13-й граф де Пальма-дель-Рио, 18-й граф де Бельчите, 17-й граф де Салинас, 18-й граф де Рибадео, 11-й граф де Гимера, 12-й граф де Аранда, 12-й граф де Кастельфлорит, 9-й маркиз де Торрес-де-Арагон, 9-й маркиз де Виланан.

- Агустин де Сильва и Бернуй Фернандес де Ихар[исп.] (1822—1872), 8-й маркиз де Сан-Висенте-дель-Барко, 9-й герцог де Альмасан, 14-й герцог де Ихар, 15-й герцог де Лесера, 10-й герцог де Бурнонвиль, маркиз де Альменара, 7-й маркиз де Рупит, 17-й граф де Аранда, 13-й граф де Кастельфлорит, маркиз дель Собросо, 9-й граф де Сальватьерра, 19-й граф де Салинас, 20-й граф де Рибадео. Сын Каэтано де Сильвы и Фернандеса де Кордовы, 13-го герцога де Ихар, и Марии де ла Соледад Терезы де Бернуй и Вальды

1. Супруга — Луиса Рамона Фернандес де Кордова и Вега де Арагон (1827—1902), дочь Франсиско де Паулы Фернандесе де Кордовы и Фернандеса де Кордовы, 10-го маркиза де Бакарес, и Марии Мануэлы де Вера Арагон и Нин де Сатрильяс, 5-й маркизы де Пеньяфуэнте

- Альфонсо де Сильва и Фернандес де Кордова (1877—1955), 9-й маркиз де Сан-Висенте-дель-Барко, 16-й герцог де Ихар, сын Альфонсо де Сильвы и Кэмпбелла, 15-го герцога де Ихара (1848—1930), и Марии дель Дульче Фернандес де Кордовы и Перес де Баррадас (1854—1923)

1. Супруга — Мария дель Росарио Гуртубай и Гонсалес де Кастехон (1878—1948), дочь Хуана Круса Гуртубая Meaza и Аделаиды Венсеслады Анхелы Моники Марии Консепсьон Гонсалес де Кастехон и Торре . Ему наследовала их единственная дочь:

- Мария дель Росарио де Сильва и Гуртубай[исп.] (1900—1934), 10-я маркиза де Сан-Висенте-дель-Барко.

1. Супруг — Хакобо Фитц-Джеймс Стюарт и Фалько (1878—1953), 17-й герцог де Альба, 10-й герцог де Бервик, 10-й герцог де Лирия-и-Херика, 13-й герцог де Монторо, 2-й герцог де Уэскар, 2-й герцог де Архона, 13-й граф-герцог де Оливарес, 16-й герцог де Альяга. Ей наследовала их единственная дочь:

- Каэтана Фитц-Джеймс Стюарт и Сильва (1926—2014),11-я маркиза де Сан-Висенте-дель-Барко, (с 23 апреля 1954 по 26 января 1994 года, когда она передала этот титул своему сыну Фернандо), 18-я герцогиня де Альба, 13-я маркиза де Альменара и т. д.

1. Супруг с 1947 года Луис Мартинес де Ирухо и Артаскос (1919—1972)
2. Супруг с 1978 года Хесус Агирре и Ортис де Сапате (1934—2001)
3. Супруг с 2011 года Альфонсо Диес Карабантес (род. 1950). Её сменил четвертый сын от первого брака:

- Фернандо Мартинес де Ирухо и Фитц-Джеймс Стюарт[исп.] (род. 1959), 12-й маркиз де Сан-Висенте-дель-Барко с 26 января 1994 года.